# Carolina Ilica
Carolina Ilica (n. 19 martie 1951, satul Vidra, comuna Vârfurile, județul Arad) este o poetă, traducătoare și eseistă română. 

## Biografie
Carolina Ilica este o poetă, eseistă, traducătoare română născută la 19 martie 1951 în satul Vidra, comuna Vîrfurile, județul Arad. A absolvit Liceul Pedagogic din Arad (1971) și Facultatea de Filosofie a Universității din București (1975); este membră a Uniunii Scriitorilor din România (1975). Este membră a Cenaclului arădean „Lucian Blaga” și laureată a Concursului de poezie „Nicolae Labiș” (1968).
A fost profesor la Liceul Pedagogic din Arad (3 ani), iar apoi ziarist la „Scânteia Tineretului”. După 1989 a fost publicist-comentator la „Tineretul Liber„ și „Vocea României”. Din 1994 a fost diplomat la Ambasada României din Republica Macedonia, iar din 1997 co-fondator (împreuna cu Dumitru M. Ion) și vicepreședinte al Fundației Academia Internațională  Orient-Occident. Este director artistic și președinte al juriului Festivalului Internațional "Nopțile de poezie de la Curtea de Argeș", manifestare cu frecvență anuală.
Crolinei Ilica i-a fost acordat premiul “Opera Omnia” la Festvalul Internațional de Poezie organizat de revista “Antares”, Galați, ediția a XIV-a, 2012.
Este vicepreședintele Fundației academice Occident-Orient și directoarea artistică a festivalului internațional de poezie Nopțile poeziei de la Curtea de Argeș. A publicat numeroase volume de poezii personale și de traduceri. Este una dintre traducătorii prolifici de literatură și poezie din România. A primit premii naționale și internaționale atât pentru poezii, cât și pentru traducerile sale, inclusiv premiul pentru poezie al editurii Eminescu. Opera sa poetică a fost tradusă în limbile albaneză, engleză, franceză, italiană, macedoneană, spaniolă și turcă. Coautoare și colaboratoare apropiată a scriitorului și traducătorului Dumitru M. Ion.

## Opera
Volume de poezie (în limba română)
1. Neîmblânzită ca o stea lactee, Premiul de debut al Editurii Eminescu, 1973, Premiul I Poezie,  (pe coperta a IV-a semnează scurte comentarii critice: Ștefan Aug. Doinaș, Nicolae Manolescu, Al. Piru); Editura Eminescu, București, 1974;
2. Cu împrumut, mireasma tinereții (cu litografii de Marcel Chirnoagă), Combinatul Fondului Plastic, București, 1975;
3. Dogoarea și flacăra, Editura Eminescu, București, 1977;
4. Tirania Visului, vol. I (cu ilustrații de Traian Filip), Editura Cartea Românească, București, 1982;
5. Tirania Visului, vol. II,  (coperta I, cu un desen de Gheorghe Iliescu-Călinești; coperta a IV-a, cu un text de Alex. Ștefănescu), Editura Eminescu, București, 1985;
6. Ephemeris, (coperta de Mircia Dumitrescu); Editura Cartea Românească, București, 1987;  
7. Poeme reci - Tirania Visului, vol. III, prefață de Al. Piru; Editura Orient-Occident, București, 1993;  
8. Makedonski molitvi - Rozariu Macedonean (ediția a II-a, bilingvă, română-macedoneană), cuvânt înainte de Domnul Domn Mihail, arhiepiscop de Ohrida și Macedonia; traducere de Mihail Rengiov; Editura Kultura, Skopje, 1996;  
9. Scara la cer, vol. I,  (cu ilustrații după miniaturile lui Picu Pătruț și coperta de Marcel Chirnoagă); cuvânt înainte de Preafericitul Teoctist, Patriarhul Bisericii Ortodoxe Române; postfață de Eugen Simion, președintele Academiei Române; Editura Orient-Occident, București, 1997;
10. Tirania Visului - The Tyranny of Dream (ediție bilingvă, română-engleză), coperta de Marcel Chirnoagă; traducere de Lidia Vianu; Editura Orient-Occident, București, 1999;  
11. Sonete imperfecte,  (cu fotografii de figurine feminine din albumul „Preistoria Daciei“, de Ion Miclea și Radu Florescu); prefață de Dumitru Micu; Editura Orient-Occident, București, 2000;
12. Iubind în taină, I, Violet, (în interior, fiecare pagină, imprimată în violet cu imaginea lacului lui Eminescu); prefață de Octavian Soviany; Editura Axa, Botoșani, 2001;
13. Poemul scurt al lungii mele vieți - 13 Poeme (Duble) de Dragoste, vol. I, plurilingv (în română + 9 limbi); cu vignete de Traian T. Filip; prefață de Constantin Ciopraga; Editura Academiei Internaționale Orient-Occident, București, 2001;  
14. Numărătoare inversă, Biblioteca revistei „Convorbiri literare”, aprilie, 2002;
15. Din foc și din gheață (volum selectiv, noua colecție Hyperion), coperta I: Tudor Jebeleanu; foto: Ion Cucu; selecție și postfață de Ovidiu Ghidirmic; Editura Cartea Românească, București, 2003;
16. Poemul scurt al lungii mele vieți - 13 Poeme (Duble) de Dragoste, vol. II, plurilingv (în română + alte 10 limbi), Editura Academiei Internaționale Orient-Occident, București, 2004;
17. 13 Poeme (Duble) de Dragoste, ediție bilingvă (română-ucraineană), cu ilustrații după sculpturile lui Brâncuși; prefață și traduceri de Vitali Kolodii; Editura Buk-Rek, colecția „Poezia Europei“, vol. II, Cernăuți,  2005;
18. Puțin mai mult (55 de poeme), ediția I, (ilustrații de Mircia Dumitrescu; prefață de Theodor Codreanu); Editura Academiei Internaționale Orient-Occident, București, 2005;  
19. Cărțile de la Vidra I • Cartea de Lut, poezii de Carolina Ilica, incizate pe tăblițe de lut (amintind de tăblițele de lut de la Tărtăria) realizată de artistul plastic Nicolae Moldovan, 2006;
20. Din foc și din gheață/ De feu et de glace, Ars Multimedia, Metz, Franța și Editura Academiei Internaționale Orient-Occident, București, 2006;
21. Puțin mai mult (55 de poeme + 1), ediția a II-a, (ilustrații de Mircia Dumitrescu; prefață de Theodor Codreanu), Editura Academiei Internaționale Orient-Occident, București, 2007;
22.Cărțile de la Vidra II • Cartea de Lână, poeme brodate și  pictate  de  autoare  pe  pânză  și  „decorate“ cu șorțuri vechi femeiești din tezaurul costumului popular românesc din Banat, 2007;
23. Cărțile de la Vidra III • Cartea de Lemn, poeme pictate de autoare pe vechi obiecte din lemn,  2008;
24. Discurs despre Prlicev, eseu + poezii, ediție română-macedoneană, Ohrid, R. Macedonia, 2008;
25. Puțin mai mult (55 de poeme + 2), ediția a III-a, (ilustrații de Mircia Dumitrescu; prefață de Theodor Codreanu), Editura Academiei Internaționale Orient-Occident, București, 2008;
26. Cărțile de la Vidra IV • Cartea Violetă, 2010; 
27. Cărțile de la Vidra V •  Cartea de Borangic, poeme pictate de autoare pe vechi țesături din borangic, 2010;
28. Cărțile de la Vidra • VI. Cartea de Lacrimi, poeme brodate pe vechi ștergare din Munții Apuseni, 2011;
29. Puțin mai mult, ediția a IV-a, adăugită, (ilustrații de Mircia Dumitrescu), Editura Academiei Internaționale Orient-Occident, București, 2011;
30. Poemul scurt al lungii mele vieți - 13 Poeme (Duble) de Dragoste, Plurilingv II, adăugit (în română + alte 10 limbi), Editura Academiei Internaționale Orient-Occident, București, 2011.

##### Volume apărute în alte limbi
1. Tirania na Sonot, Misla, Skopje, 1985;

2-3. Makedonski molitvi, ed. I; ed. a II-a, bilingvă (română-macedoneană), Kultura, Skopje, 1996;

4. Tirania e Ëndrrës, Flaka, Shkup, 1996;

5. Düșün Zorbaligi, Era, Istanbul, 1998;

6. Tirania Visului - The Tyranny of Dream, (ed. bilingvă), Editura Academiei Internaționale Orient-Occident, București, 1999;

7. Tirania Sna, Arca, Smederevo, 2000;

8. Tirania na Sînia, Nov Zlatorog, Sofia, 2001;

9. Ephemeris, „Vladimir Mijușkovici“, Nikșici, 2001;

10. „Tirania Visului“ și 13 Poeme (Duble) de Dragoste - în limba arabă, Editura Academiei Internaționale Orient-Occident, București, 2001;

11. Poemul scurt al lungii mele vieți - 13 Poeme (Duble) de Dragoste, vol I, plurilingv (în limba română + 9 limbi), Editura Academiei Internaționale Orient-Occident, București,  2001;

12. Liubiciasto, ediția I, „Jovan Ducici“, Trebinje, 2001;

13. „Tirania Visului“ și 13 Poeme (Duble) de Dragoste - în limba arabă, Maison Naaman pour la Culture, Beirut, 2002;

14. Liubiciasto, ediția a II-a, „Jovan Ducici“, Trebinje, Arka, Smederevo și „Vladimir Mijușkovici“, Nikșici, 2002;

15. Nesoverșenîie soneti, OAO, Ruskii Dvor, Moscova, 2002;

16. Tirania Visului (poeme duble) și 13 Poeme (Duble) de Dragoste - în limba arabă - Tunis, 2003;

17. Poesia di Firenze - Poesia del mondo a Firenze, Alda Merini - Carolina Ilica, Fondatione Il Fiore, Florența, 2003;

18. Vjolcë, Pogradeți, 2003;

19. Stepeniște ka nebu, Trebinje, BiH, 2003;

20. Poemul scurt al lungii mele vieți - 13 Poeme (Duble) de Dragoste, vol. II, plurilingv (în română + alte 10 limbi), Editura Academiei Internaționale Orient-Occident, București, 2004;

21. 13 Poeme (Duble) de Dragoste, ediție bilingvă, Buk-Rek, Cernăuți, 2005;

22. Din foc și din gheață - De feu et de glace, Ars Multimedia, Metz, Editura Academiei Internaționale Orient-Occident, București, 2006;

23. Discurs despre Prlicev, eseu + poezii, ediție română-macedoneană, Ohrid, R. Macedonia, 2008;

24. Puțin mai mult, Editura Uniunii Scriitorilor, Moscova, 2011.

25. Puțin mai mult, Editura Matița Makedonska, Skopje, 2011;

26. Poemul scurt al lungii mele vieți - 13 Poeme (Duble) de Dragoste, Plurilingv II, adăugit, (în română + alte 10 limbi), Editura Academiei Internaționale Orient-Occident, București, 2011;

27. Puțin mai mult, Editura AB-ART, Bratislava, 2012.

##### Traduceri în limba română
1. Mateja Matevski, Iezere (versuri), Editura Facla, Timișoara, 1978;

2. Jovan Koteski, Dragoste și moarte (versuri), Editura Cartea Românească, București, 1981;

3. Iosif Noneșvili, Medeea (versuri), Editura Junimea, Iași, 1981 (în colaborare cu Dumitru M. Ion);

4. Bojin Pavlovski, Western Australia (roman), Editura Cartea Românească, București, 1983 (în colab.);

5. Stevan Tontici, Hulesc și venerez (versuri), Editura Cartea Românească, București, 1983 (în colab.);

6. Jovan Strezovski, Cartea Ursitei (roman), Editura Cartea Românească, București, 1983 (în colab.);

7. Gane Todorovski, Ceas de înjurături și mângâieri (versuri), Editura Cartea Românească, București, 1983 (în colab.);

8. Antologia poeziei armene (sec. V-XX), Editura Minerva, București, 1984 (în colab.);

9. Petre M. Andreevski, Deniția • Laude și plângeri (versuri), Editura Cartea Românească, București, 1985 (în colab.);

10. Tașko Gheorghievski, Sămânța neagră • Calul roșu (romane), Editura Cartea Românească, București, 1986 (în colab.);

11. Bojin Pavlovski, Ipocritul (roman), Editura Cartea Românească, București, 1986 (în colab.);

12. Petar T. Boșkovski, Așternutul de spini (versuri), Editura Dacia, Cluj-Napoca, 1986, (în colab.);

13. Traian Petrovski, Cheia vieții (versuri), Editura Cartea Românească, București, 1989 (în colab.);

14. Falanga lirică macedoneană (antologie), Editura Hyperion, Chișinău, 1990 (în colab.);

15. Bojin Pavlovski, Ipocritul roșu (roman), Editura Hyperion, Chișinău, 1991 (în colab.);

16. Lingurița de aur (Antologia poeziei din R. Moldova), Editura Kultura, Skopje, R. Macedonia, 1993 (în colab.);

17. Jovan Strezovski, Romanul lui Târpe Răbdătorul și al Tinei Zăhărel, Editura Orient-Occident, București, 1993 (în colab.);

18. Rade Silian, Zidirea umbrei (versuri), Editura Orient-Occident, București, 1993 (în colab.);

19. Dimitar Bașevski, Vremelnică trecere (versuri), Editura Orient-Occident, București, 1995 (în colab.);

20. Branko Țvetkoski, Adiere de molitvă (versuri), Editura Orient-Occident, București, 1995 (în colab.);

21. Vesna Ațevska, Causa Sum (versuri), Editura Orient-Occident, București, 1995 (în colab.);

22. Justo Jorge Padrón, Cercurile infernului, (versuri), Editura Orient-Occident, București, 1995 (în colab.);

23. Mihail Rengiov, Intrarea în Ierusalim (versuri), Editura Orient-Occident, București, 1996 (în colab.);

24. Paskal Ghilevski, Instinctul luminii (versuri), Editura Orient-Occident, București, 1996 (în colab.);

25. Sîrba Igniatovici, Gâgâind în noul veac (versuri), Editura Orient-Occident, București, 1997 (în colab.);

26. Nikolai Stoianov, Viză de tranzit, (eseuri), Editura Orient-Occident, București, 1997 (în colab.);

27. Tașko Gheorghievski, Calul roșu (roman), Editura Orient-Occident, București, 1997 (în colab.);

28. Resul Șabani, Apa iubirii (versuri), Editura Orient-Occident, București, 1997 (în colab.);

29. Adnan Özer, Moartea clopoțelului, (versuri), Editura Orient-Occident, București, 1997 (în colab.);

30. Visar Zhiti, Psalm (versuri), Editura Orient-Occident, București, 1997 (în colab.);

31. Fernando Ainsa, De aici, de acolo (eseuri despre exil), Editura Orient-Occident, 1998 (în colab.);

32. Suat Engüllü, Conversație cu întunericul (versuri), Editura Orient-Occident, 1998 (în colab.);

33. Adonis, Despre nebunie (versuri), Editura Orient-Occident, 1998 (în colab.);

34. Liliana R. Nikolici, Cealaltă față a visului (versuri), Editura Orient-Occident, 1998 (în colab.);

35. Kama Kamanda, O sumă de neant (versuri), Editura Orient-Occident, București, 1998 (în colab.);

36. Mehmet Kansu, Degetele lui Midas, (versuri), Editura Orient-Occident, București, 1999 (în colab.);

37. Geladin Asani, Minciuni adevărate, (proză), Editura Orient-Occident, București, 1999 (în colab.);

38. Nikola Țințar-Poposki, Numen-Cuget-Avatar, (versuri), Editura Orient-Occident, București, 1999 (în colab.);

39. Poesys, Antologia Festivalului Internațional ,,Nopțile de Poezie de la Curtea de Argeș“, 2000, Editura Orient-Occident, București, 2000 (în colab);

40. Vahé Godel, Farmecul vestigiilor, (versuri), Editura Orient-Occident, București, 2000;

41. Dușan Govedarița, Pe furiș, (poezii), Editura Academiei Internaționale Orient-Occident, București, 2001;

42. Sylviane Dupuis, Instinct ceresc, (poezii), Editura Academiei Internaționale Orient-Occident, București, 2001;

43. Danița Nain-Rudovic, Frunză verde de dragoste, (versuri), Editura Academiei Internaționale Orient-Occident, București, 2001 (în colab.);

44.Poesys (De dragoste), Antologia Festivalului Internațional „Nopțile de Poezie de la Curtea de Argeș“, 2001, ediția a 5-a, Editura Academiei Internaționale Orient-Occident, București, 2001 (în colab.);

45. Mateja Matevski, Nirvana, (versuri), Editura Academiei Internaționale Orient-Occident, București, 2001;

46. Miloș Lindro, Discurs despre cuvânt, (versuri), Editura Academiei Internaționale Orient-Occident, București, 2001 (în colab.);

47. Drajen Katunarici, Ecclessia Invisibilis, (poezii), Editura Academiei Internaționale Orient-Occident, București, 2001 (în colab.);

48. Lirică din Vechiul Egipet, Editura Academiei Internaționale Orient-Occident, București, 2001 (în colab.);

49. Maria Meranzova, Solstițiu de vară, (versuri),  Editura Academiei Internaționale Orient-Occident, București, 2001;

50. Serghei Gloviuk, Punct de întoarcere, (poezii), Editura Academiei Internaționale Orient-Occident, București, 2001 (în colab.);

51. Seamus Heaney, Oracol și alte poeme, Editura Academiei Internaționale Orient-Occident, București, 2002 (în colab.);

52. Franca Bacchiega, Calea Cinabrului, (poezii), Editura Academiei Internaționale Orient-Occident, București, 2002 (în colab.);

53. Nicole Cage-Florentiny, Curcubeu * Speranța, (poezii), Editura Academiei Internaționale Orient-Occident, București, 2002;

54. Mara Radovici, Daruri, (poezii), Editura Academiei Internaționale Orient-Occident, București, 2002 (în colab. cu Mariana Ștefănescu);

55. Dobrilo Pavici, Țurțuri, (poezii), Editura Academiei Internaționale Orient-Occident, București, 2002 (în colab.);

56. Novița Telebak-Teni, Vipia minții, (poezii), Editura Academiei Internaționale Orient-Occident, București, 2002 (în colab.);

57. Poesys 6 * Anotimpurile Visului, Antologia Festivalului Internațional „Nopțile de Poezie de la Curtea de Argeș“,  ediția a 6-a, 2002, Editura Academiei Internaționale Orient-Occident, București, 2002 (în colab.);

58. Pádraig J. Daly, Glasul iepurelui, (poezii), Editura Academiei Internaționale Orient-Occident, București, 2003 (în colab.);

59. Katița Kiulavkova, Dorințe (Poezii eretice), Editura Academiei Internaționale Orient-Occident, București, 2003 (în colab.);

60. Poesys 7 * Ars Poetica, Antologia Festivalului Internațional „Nopțile de Poezie de la Curtea de Argeș“, ediția a 7-a, Editura Academiei Internaționale Orient-Occident, 2003 (în colab.);

61. Poesys 8 * Sacralitate, Antologia Festivalului Internațional „Nopțile de Poezie de la Curtea de Argeș“, ediția a 8-a, Editura Academiei Internaționale Orient-Occident, 2004 (în colab.)

62. Poesys 9 * Venere și Madonă, Antologia Festivalului Internațional „Nopțile de Poezie de la Curtea de Argeș“, ediția a 9-a, Editura Academiei Internaționale Orient-Occident, 2005 (în colab.).

63. Poesys 10 * Excelsior, Antologia Festivalului Internațional „Nopțile de Poezie de la Curtea de Argeș“, ediția a 10-a, Editura Academiei Internaționale Orient-Occident, 2006 (în colab.). 

64 Kazuko Shiraishi, Ulise cel de astăzi (poezii), Editura Academiei Internaționale Orient-Occident, București, 2006;

65. Ana Dumovici, Principiul exemplului întâmplător, (poezii), Editura Academiei Internaționale Orient-Occident, București, 2006;

66. Martha Canfield, Țărmuri precum mările, (poezii), Editura Academiei Internaționale Orient-Occident, București, 2006;

67. Rade Silian, Amarul Vilaet, (versuri),  Editura Academiei Internaționale Orient-Occident, București, 2007, (în colab.);

68. Jeannette L. Clariond, Clipele Apei, (versuri),  Editura Academiei Internaționale Orient-Occident, București, 2007, (în colab.);

69. Poesys 11. Soarele și Luna, Antologia Festivalului Internațional „Nopțile de Poezie de la Curtea de Argeș“, ediția a 11-a, Editura Academiei Internaționale Orient-Occident, 2007 (în colab.);

70. Bojin Pavlovski, Frumoasa și profanatorul, (roman), Editura Academiei Internaționale Orient-Occident, 2008 (în colab.);

71. Bojin Pavlovski, Western Australia, (roman), Editura Academiei Internaționale Orient-Occident, 2008 (în colab.);

72. Kae Morii, Câmp cu varză & Turbine eoliene, (versuri),  Editura Academiei Internaționale Orient-Occident, 2008 (în colab.);

73. Poesys 12. 1001 Poeme, Antologia Festivalului Internațional „Nopțile de Poezie de la Curtea de Argeș“, ediția a 12-a, Editura Academiei Internaționale Orient-Occident, 2008 (în colab.);

74. Poeți laureați (1997-2007), Antologie a Festivalului Internațional „Nopțile de Poezie de la Curtea de Argeș“, ediția a 12-a, Editura Academiei Internaționale Orient-Occident, 2008 (în colab.);

75. Bojin Pavlovski, Ipocritul Roșu, (roman), Editura Academiei Internaționale Orient-Occident, 2008 (în colab.);

76. Poesys 13 * 1001 de Nopți, Antologia Festivalului Internațional „Nopțile de Poezie de la Curtea de Argeș, ediția a 13-a, Editura Academiei Internaționale Orient-Occident, București, 2009 (în colab.);

77. Sonja Manoilovici, Cunoaște-o pe Lilit, (versuri),  Editura Academiei Internaționale Orient-Occident, București, 2009 (în colab.);

78. Bojin Pavlovski, Visătoarea egipteancă, (roman), Editura Academiei Internaționale Orient-Occident, București, 2009 (în colab.);

79. Elchin Iskenderzade, Mirarea unei ferestre, (versuri),  Editura Academiei Internaționale Orient-Occident, București, 2010. (în colab.);

80. Poesys 14 * Nopți de Iulie, Antologia Festivalului Internațional „Nopțile de Poezie de la Curtea de Argeș, ediția a 14-a, Editura Academiei Internaționale Orient-Occident, București, 2010 (în colab.);

81. Stevan Tontici, Manuscriptul de la Sarajevo, (versuri), Editura Academiei Internaționale Orient-Occident, București, 2011 (în colab.);

82. Ranko Risojevici, Poezii alese  (versuri), Editura Academiei Internaționale Orient-Occident, București, 2011 (în colab.);

83. Roza Boianova, Mierea Poeziei (versuri), Editura Academiei Internaționale Orient-Occident, București, 2011 (în colab.);

84. Francoise Roy, A doua piele (versuri), Editura Academiei Internaționale Orient-Occident, București, 2011 (în colab.);

85. Arif Ali Albayrak, Sinurătate în doi, Editura Academiei Internaționale Orient-Occident, București, 2011 (în colab.*).

86. . Poesys 15 * ZEI ȘI ZILE (Volumul I), Antologia Festivalului Internațional „Nopțile de Poezie de la Curtea de Argeș, ediția a 15-a, Editura Academiei Internaționale Orient-Occident, București, 2011 (în colab.); 

87. Poesys 15 * ZEI ȘI ZILE (Volumul II), Antologia Festivalului Internațional „Nopțile de Poezie de la Curtea de Argeș, ediția a 15-a, Editura Academiei Internaționale Orient-Occident, București, 2011 (în colab.); 

88. Peter Volker, Agamemnon și Casandra în Lakonia (Plurilingual), Editura Academiei Internaționale Orient-Occident, București, 2012 (în colab.); 

89. Rafael Soler, Căi de Întoarcere, Editura Academiei Internaționale Orient-Occident, București, 2012 (în colab.); 

90. Boel Schenlaer, Nomad în Exil, Editura Academiei Internaționale Orient-Occident, București, 2012 (în colab.); 

91. Julio Pavanetti, Spirala Timpului, Editura Academiei Internaționale Orient-Occident, București, 2012 (în colab.); 

92. Ivan Geparoski, Straturi ale Istoriei, Editura Academiei Internaționale Orient-Occident, București, 2012 (în colab.); 

93. Luz Lescure, Lumea este o tăcere, Editura Academiei Internaționale Orient-Occident, București, 2012 (în colab.);

94. Poesys 16 * VREMEA POEZIEI  (Volume I), Antologia Festivalului Internațional „Nopțile de Poezie de la Curtea de Argeș, ediția a 16-a, Editura Academiei Internaționale Orient-Occident, București, 2012 (în colab.);

95. Poesys 16 * VREMEA POEZIEI  (Volumul II), Antologia Festivalului Internațional „Nopțile de Poezie de la Curtea de Argeș, ediția a 16-a, Editura Academiei Internaționale Orient-Occident, București, 2012 (în colab.*). (Traducerile în colaborare au fost realizate împreună cu scriitorul Dumitru M. Ion)

## Premii naționale și internaționale
1. Premiul Tineretului, Festivalul “Nicolae Labiș”, Suceava, 1970
2. Premiul I pentru poezie la prima ediție a Concursului de debut in volum, organizat de Editura Eminescu, București, 1973
3. Premiul “Pana de aur”, Festivalul Internațional al Traducǎtorilor, Tetovo, R.F. Iugoslavia, 1982 – pentru traducerea volumului “Dragoste și moarte” de Jovan Koteski
4. Premiul “SLAST” pentru jurnalism cultural, 1984
5. Premiul Uniunii Scriitorilor și al Uniunii Traducǎtorilor din Macedonia, 1986
6. Premiul Uniunii Traducǎtorilor din Macedonia, ex ecquo, pentru “Falanga liricǎ macedoneanǎ”, antologie tradusǎ în limba romanǎ împreunǎ cu Dumitru M. Ion și aparutǎ la Chișinǎu, 1990
7. Premiul Societǎții Cuturale “Lucian Blaga”, Alba Iulia, pentru cel mai bun volum de poezie al anului 1998, “Scara la cer”
8. Marele Premiu, Festivalul Internațional de Poezie, Oradea, 2001
9. Marele Premiu pentru poezie “Lucian Blaga”, Cluj Napoca, 2001
10. Premiul pentru integrare culturalǎ europeanǎ “Emia”, Deva, 2001
11. Premiul pentru Poezie “Naim Frasheri”, Tetovo, 2001
12. Marele Premiu pentru Sonet, Podul Damboviței, 2002
13. Premiul Salonului International de Carte, ediția a X-a, Oradea, pentru antologia plurilingvă “Poemul scurt al lungii mele vieți”, vol. I, 2002
14. Marele Premiu “George Coșbuc”, Bistrița, 2002
15. Marele Premiu “Nichita Stǎnescu”, Sighet, 2002
16. Premiul de Poezie “Tomis”, Constanța, 2002
17. Premiul  Uniunii Scriitorilor din Republica Moldova la Salonul Internațional de Carte pentru copii, Chișinau, 2004
18. Premiul “Conducǎtorul de qvadriga”, Delphi, Grecia, 2004
19. Diploma de Excelențǎ pentru promovarea limbii și literaturii române, Cernăuți, Ucraina, 2005
20. Grand Prix du LIEN, la Concursul Internațional de Poezie “LIEN”, Metz, Franța, 2006
21. Premiul pentru “Cea mai frumoasǎ poezie despre vin”, Festivalul Internațional de Poezie de la Struga, R. Macedonia, 2008
22. Premiul pentru traduceri, Festivalul poetilor din Balcani, Braila, 2008
23. Membru corespondent al Centrului European de Artă (Atena, Grecia)[3]
24. Proiectul european FEM ’21 (Trei parteneri din Franța, Anglia și România – Asociația “Ariadna”), Carolina Ilica este invitat special, cu expoziție de carte și recital poetic la Biblioteca Metropolitanǎ București, iunie, 2012.

## Opera poetică și traduceri
- Biblioteca Națională a României